# Modaler Realismus
Modaler Realismus ist eine philosophische Position, wonach – gemäß weithin üblicher Hintergrundannahmen – die Wahrmacher von Modalaussagen (Aussagen mit Modaloperatoren wie „möglich“, „notwendig“ und „kontingent“) Sachverhalte in möglichen Welten sind, die ebenso real existent sind wie die aktuale Welt. Der Ausdruck „aktual“ wird dabei zumeist indexikalisch verstanden, d. h., er referiert auf die Welt des jeweiligen Subjekts. Der wichtigste und bekannteste Vertreter eines modalen Realismus in der jüngeren systematischen Ontologie ist David Kellogg Lewis.
Die Welten sind hier gemäß Lewis Definition von der aktualen Welt raumzeitlich und kausal getrennt. Der Begriff Parallelwelt (oder auch Multiversum) lässt sich nicht direkt mit modallogischen Begriff Welt vergleichen, da in physikalischen Theorien propagierte Paralleluniversen häufig in einem gemeinsamen Raum eingebettet sind, und somit immer noch zur selben (der aktualen) Welt zählen, obgleich es physikalisch häufig Sinn macht, diese Paralleluniversen als eigene Welten zu definieren.